# Крышные котельные
Крышная котельная — автономный источник отопления, предназначенный для обогревания и обеспечения горячим водоснабжением жилых и производственных помещений. Своё название крышная котельная получила из-за места расположения: её возводят на крыше здания в специально оборудованном помещении, при этом тепловой пункт может быть расположен как в помещении крышной котельной, так и в подвале здания-потребителя, а также на цокольном или на первом этажах.

## Классификация крышных котельных
Традиционно крышные котельные бывают двух видов:
- стационарные;
- блочно-модульные.

Стационарные крышные котельные возводят преимущественно в момент строительства основного здания, из материалов, аналогичных используемым на стройке.
Блочно-модульные крышные котельные приобретаются для готового здания. Блочно-модульная котельная изготавливается и собирается у компании-поставщика и транспортируется на место монтажа и пусконаладки в уже готовом виде. Её подключение к теплосетям занимает предельно малый срок.

## Общие положения по крышным котельным
Крышные котельные традиционно используются при дефиците городских тепловых мощностей, в новых районах или на отдельно стоящих зданиях, к которым по какой-то причине или по личному выбору жильцов невозможно провести магистраль к теплоцентрали. Они предназначаются для обеспечения потребителей бесперебойным, безопасным и экономичным теплом и горячим водоснабжением и работают без привлечения дополнительного обслуживающего персонала.
Заниматься проектированием и возведением крышных котельных могут только организации, имеющие соответствующие лицензии и допуски.
Среди основных требований к крышной котельной можно выделить следующие:
1. Для крышных котельных рекомендуется использовать теплогенераторы с водным теплоносителем, температурой до 95 °С и давлением до 1,0 МПа, с полной автоматизацией.
2. Помещение, в котором располагаются котлы, должно быть не ниже 2,65 м, ширина — не менее 1 м, высота прохода — не менее 2,2 м.
3. Выход из котельной должен осуществляться непосредственно на крышу объекта.
4. Крышные котельные нельзя использовать для отопления и обеспечения горячим водоснабжением школ и детских садов, санаториев и лечебных учреждений, многолюдных общественных учреждений, пожароопасных производственных помещений.
5. Проектирование и возведение крышной котельной на здании, высота которого превышает 26,5 м, или 10 этажей, необходимо дополнительно согласовывать с противопожарной службой МВД России.

Требования по оборудованию подробнее излагаются в СНиП II-35-76, а по газоснабжению — в СНиП II-35-76 и СНиП 2.04.08-87.

## Преимущества и недостатки крышных котельных
Среди преимуществ крышных котельных — простота эксплуатации, низкие теплопотери, отсутствие необходимости возводить под отопительные цели дополнительные здания, возможность полностью автоматизировать систему, а также оставлять её в активном состоянии круглогодично, минуя трудоёмкие этапы остановки и запуска котельной. Крышная котельная — сравнительно недорогое и эффективное решение, позволяющее сэкономить на монтажных работах и дополнительных сотрудниках.
Большая часть недостатков и ограничений крышных котельных указана в СНиПах: это ограничение на вес оборудования, ограничение на установку крышных котельных для отапливания определённых видов объектов, необходимость соблюдения требований по газовой безопасности, а также необходимость устанавливать сложные системы автоматики и противопожарного контроля.